# Óscar Ybarra
Óscar Ybarra (New York, Estados Unidos, 4 de mayo de 1969) es un músico trompetista estadounidense, excomponente del grupo español Marlango.

## Biografía
Nacido en el Roosvelt Hospital de Manhattan en mayo de 1969, y vivió en Hell's Kitchen. 
A los seis años pedía a Santa Claus una trompeta. Su padre era profesor de guitarra clásica en la Universidad Rutgers y su madre cantante. Gracias a su padre descubrió a Miles Davis, de donde surgió su interés por tocar la trompeta. Sus primeros discos frueron Sketches of Spain de Miles Davis y Welcome to My Nitemare de Alice Copper. Su primer profesor fue John Svoboda, a quien su padre dio a cambio clases de guitarra. Entró en la banda del colegio y su primera actuación en público fue Adestes Fidelis en la fiesta de Navidad. 
Cuando su padre murió comenzó a moverse, de New Jersey a México DF (donde estudió en el Conservatorio Nacional), de allí a Miami (donde estudió con Jan Claude Missette, Víctor López fundador de Miami Sound Machine. Alí comenzó a tocar en diversas bandas de salsa, funk, rock...
En 1999 llegó a Madrid. En el invierno de 2002, escuchó las primeras maquetas de Marlango y decide incorporarse al proyecto.

## Instrumentos
- Trompetas: Yamaha.
- Trompeta en si bemol modelo Custom Z.
- Fliscorno: modelo Custom Z.
- Sordinas: Dennis Wick.
- Congas: Matador made by LP.

## Enlaces relacionados
- Web oficial de Marlango
- Autobiografía
- Ficha en su grupo Los Coronas

- Datos: Q6174970